# Comfort Hotels
Comfort Hotels er en hotelkæde, der i dag er en del af Nordic Choice Hotels. Selskabet har en årlig omsætning på mere end 6,2 milliarder NOK og over 9.200 ansatte. Comfort Hotels har 35 hoteller i Norden.
Kædens eneste hotel i Danmark ligger i København.